# L'ultimo dei Weynfeldt
L'ultimo dei Weynfeldt è un romanzo di Martin Suter pubblicato in Italia da Sellerio.

## Trama
Adrian Weynfeldt è un uomo di mezz'età, ultimo discendente di una ricca famiglia. Lavora come esperto d'arte in una casa d'aste. Le sue giornate e la sua vita sono organizzati da regole inflessibili nella convinzione che il tempo in questo modo rallenti.
Adrien si circonda di “amici” che in varie maniere approfittano della sua ricchezza e delle sue debolezze caratteriali, dovute alla educazione materna.
La vita monotona di Adrien viene sconvolta dalla conoscenza di Lorena, una modella a fine carriera che vive di espedienti. Lorena assomiglia ad un suo vecchio amore rendendo impossibile ad Adrien contrastare qualsiasi sua richiesta.
Nello stesso periodo uno degli amici di Adrien decide di vendere un quadro della sua collezione privata, un Félix Vallotton molto quotato (La stufa). In realtà, poiché non è in grado di separarsi dal quadro, quello che vuole vendere è una sua copia realizzata da un amico comune. Adrien è incaricato della vendita e, solo casualmente, capisce che il quadro affidatogli non è l'originale.
Per convincere Adrien a proseguire con l'asta viene usata Lorena, che si presta al gioco pur di trarne guadagno. Adrien però riesce a confondere tutte le persone coinvolte nella storia riuscendo ad uscirne senza macchia e con un tesoro in più.
| Controllo di autorità | GND (DE) 1160052581 |